# Ольгина (деревня)
Ольгина — деревня в Аромашевском районе Тюменской области России. Входит в состав Новопетровского сельского поселения.

## География
Деревня находится в юго-восточной части области, в лесостепной зоне, между рекой Балахлей (к северу), и автодорогой 71Н-315 «Подъезд к д. Новоуфимская — Ольгина — Ангарка» (с юга).
В деревни одна улица — Лесная.

### Климат
Климат характеризуется как резко континентальный, с длительной морозной зимой и коротким тёплым летом. Средняя многолетняя температура самого холодного месяца (января) составляет −18,6 °С (абсолютный минимум — −49 °С), температура самого тёплого (июля) — 17,6 °С (абсолютный максимум — 38 °С). Безморозный период длится в течение 111 дней. Среднегодовое количество осадков — 200—427 мм, из которых около 70 % приходится на период с мая по сентябрь. Снежный покров держится в среднем 156 дней.

## Население
| 1989 | 2002 | 2010 |
| ---- | ---- | ---- |
| 21   | ↘6   | ↘1   |

### Национальный состав
Согласно результатам переписи 2002 года, в национальной структуре населения русские составляли 83 % из 6 чел.

## Транспорт
Деревня доступна автотранспортом.